# 負けないBroken Heart
負けないBroken Heart(まけないブロークン・ハート)は松田樹利亜の5枚目のシングル。

## 内容
ワーナーミュージック・ジャパン移籍第一弾シングルはエースコック「スーパーカップ」コマーシャル・ソング。作曲はアルバム「JULIA I」の1部を担当した小島健二以来となる日本人外部作家から、大内義昭が起用された。

## 収録曲
1. 負けないBroken Heart
作詞：松田樹利亜・みかみ麗緒　作曲：大内義昭　編曲：須貝幸生・神長弘一
2. 生まれたままの輝きみたい
作詞：田村直美　作曲：石川寛門　編曲：須貝幸生・神長弘一
3. 負けないBroken Heart (inst.)

## レコーディング参加
- 神長弘一 - ギター
- 須貝幸生 - ベース、プログラミング
- 前野知常 - キーボード